# Miętno (województwo zachodniopomorskie)
Miętno – osada sołecka w Polsce, położona w województwie zachodniopomorskim, w powiecie goleniowskim, w gminie Nowogard.
| SIMC    | Nazwa      | Rodzaj     |
| ------- | ---------- | ---------- |
| 0780386 | Zbyszewice | przysiółek |

W latach 1975–1998 miejscowość administracyjnie należała do województwa szczecińskiego.

## Zabytki
- park dworski, XIX, nr rej.: A/1116z 15.12.1980